# گره سینوسی- دهلیزی
گره سینوسی ساختاری تشریحی در سامانه الکتریکی قلب است که تحریک الکتریکی قلب را ایجاد می‌کند. گره سینوسی- دهلیزی یک گروه میکروسکوپی از سلولهای الکتریکی تخصص یافته قلبی می‌باشد. این گره پیام الکتریکی را به سلول‌های ماهیچه ای دهلیزها می‌فرستد و موج ((P)) را ایجاد می‌کند.

## عملکرد
این گره تحریک الکتریکی قلب را ایجاد می‌کند و اصطلاحاً گره پیشاهنگ است. این گره در قسمت فوقانی دیواره خارجی خلفی دهلیز راست (نزدیک ورودی ورید اجوف فوقانی) در داخل میوکارد قرار دارد.